# Emile De Mot
Emile André Jean De Mot (Antwerpen, 20 oktober 1835 - Brussel, 23 november 1909) was een Belgisch liberaal politicus.

## Biografie

### Familie
Emile De Mot was een zoon van galerijdirecteur Jean De Mot en Thérèse Heman. Hij trouwde in 1863 in Brussel met Pauline Orts (1843-1885), dochter van Auguste Orts, advocaat, schepen van Brussel, volksvertegenwoordiger en minister van Staat. Ze kregen twee zoons en vier dochters.
- Paul De Mot (1865-1934), advocaat, trouwde in 1883 in Brussel met Ghislaine Allard (1864-1950), dochter van Alfred Allard, advocaat en gemeenteraadslid van Brussel. Ze kregen twee dochters, met afstammelingen tot heden.
- Mathilde De Mot (1866-1947), trouwde in 1890 in Brussel met Édouard Mechelynck (1856-1910), raadsheer in het Hof van Cassatie, zoon van Louis Mechelynck, voorzitter van het hof van beroep van Gent, en broer van Albert Mechelynck, advocaat, provincieraadslid van Oost-Vlaanderen, volksvertegenwoordiger, voorzitter van de Liberale Partij en minister van Staat. Ze kregen twee zoons en twee dochters, met afstammelingen tot heden.
- Jeanne De Mot (1867-1956), trouwde in 1908 in Brussel met Fernand Peltzer (1869-1937), ambassadeur. Het huwelijk bleef kinderloos.
- Laure De Mot (1872-1956), trouwde in 1897 in Brussel met Jules Lorthioir (1864-1931), arts. Ze kregen een zoon en twee dochters, met afstammelingen tot heden.
- Jean De Mot (1876-1918), filoloog, archeoloog en assistent-conservator van het Jubelparkmuseum, trouwde in 1902 in Parijs met Claire Adt (1873-1950). Ze kregen een dochter, maar zonder nakomelingen.
- Suzanne De Mot (1881-1950), trouwde in 1909 in Brussel met Oscar Fanchamps (1868-1921), industrieel.

### Loopbaan
Als doctor in de rechten aan de Université libre de Bruxelles vestigde De Mot zich als advocaat in Brussel. Van 1857 tot 1872 was hij advocaat bij het hof van beroepen van 1873 tot 1909 bij het Hof van Cassatie, waar hij van 1889 tot 1890 stafhouder was. Hij was tevens vrijmetselaar en grootmeester binnen de vrijmetselarij.
Hij werd tevens politiek actief voor de Liberale Partij en werd voor deze partij in 1881 verkozen tot gemeenteraadslid van Brussel, waar hij van 1881 tot 1899 schepen en van 1899 tot 1909 burgemeester was. Hij volgde daarnaast ook een parlementaire loopbaan: van 1892 tot 1894 zetelde hij voor het arrondissement Brussel in de Kamer van volksvertegenwoordigers en van 1900 tot aan zijn dood in 1909 voor hetzelfde arrondissement in de Senaat.
De Mot was bovendien lid van het Grootoosten van België en grootmeester van de Opperraad van de Aloude en Aangenomen Schotse Ritus van België. Hij was ook lid van het literair genootschap Société des Douze.

## Eerbetoon
De Emile De Motlaan in Brussel draagt zijn naam.